# الیسن تی اف۴۱

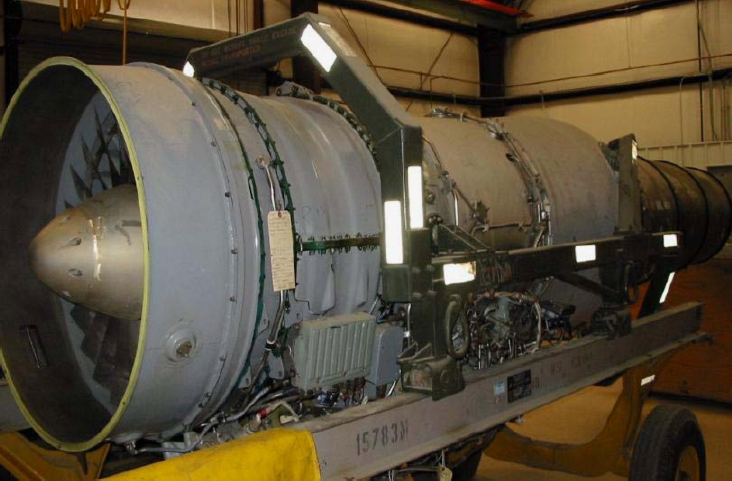
موتور توربوفن الیسن تی اف۴۱-ای-ابی

الیسن تی اف۴۱(به انگلیسی: Allison TF41) یک موتور توربوفن با ضریب کنارگذاری پایین است. نام شرکتی این موتور آربی. ۶۲-۱۶۸ و مدل ۹۱۲ می‌باشد. این موتور مشترکاً به وسیلهٔ شرکت الیسن انجین و رولز-رویس لیمیتد با توسعهٔ موتور رولز-رویس آربی.۱۶۸-۲۵آر اسپی ساخته شده‌است. الیسن انجین این موتور را تحت لایسنس رولز-رویس تولید نمود و شرکت رولز-رویس قطعاتی از آن که مشابه قطعات آربی.۱۶۸-۲۵آر اسپی بود را برای این شرکت تأمین می‌نمود. این موتور برای کاربرد در هواپیمای ای-۷دی کرسر ۲ نیروی هوایی و ای-۷ئی کرسر ۲ نیروی دریایی ساخته می‌شد. از سال ۱۹۶۸ تا ۱۹۸۳ تعداد ۱۴۴۰ دستگاه از این موتور تحویل گردید.